# Georg Gutke

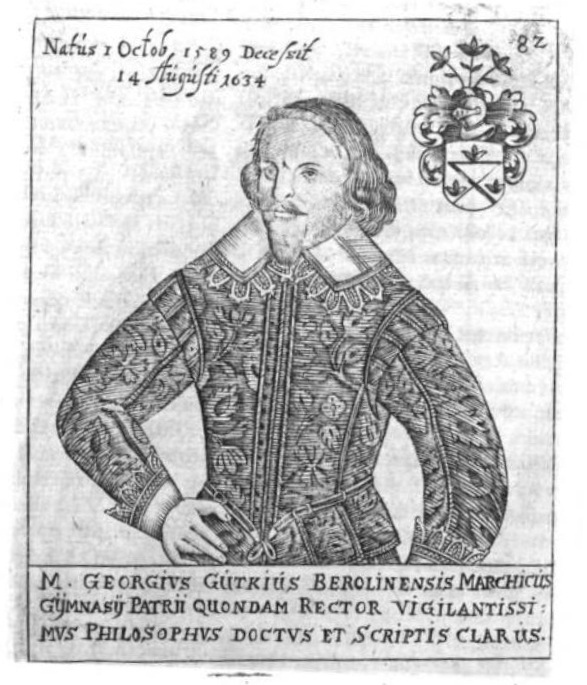
Bildnis Georg Gutke nach Martin Friedrich Seidels Bilder-Sammlung

Georg Gutke (* 1. Oktober 1589 in Cölln, heute in Berlin; † 14. August 1634 in Berlin) war ein deutscher Philosoph und Pädagoge.

## Leben
Gutke ging 1607 auf das Gymnasium in Halle, verließ dies aber nach Ausbruch der Pest bald wieder. Später weilte er für anderthalb Jahre an der Brandenburgischen Universität Frankfurt. Von dort ging er an die Leucorea, wurde 1613 Magister und 1618 Dekan der dortigen Philosophischen Fakultät. Noch im selben Jahr wurde er als Direktor an das Gymnasium zum Grauen Kloster in Berlin berufen.